# Ningbo (stacja kolejowa)
Ningbo (chiń. 宁波站; pinyin Níngbō Zhàn) – stacja kolejowa w Ningbo, w prowincji Zhejiang, w Chinach. Znajdują się tu 3 perony.